# 第62届威尼斯国际电影节
第62屆威尼斯影展於2005年8月31日至9月10日舉行。組委會於7月28日在義大利首都羅馬正式宣布了官方單元片單。開幕片是徐克導演的《七劍》，閉幕片是陳可辛導演的《如果·愛》。為影展歷史上首次開閉幕片皆出自同一國家。華語電影的參展和參賽數量也創歷屆之最。
紀念中國電影百年誕辰是本屆影展的一个主題活動。威尼斯當地時間8月31日19點（北京時間9月1日凌晨2點），影展在Sala Grande劇院舉行開幕式，之後《七劍》舉行了盛大首映禮，主辦方在麗都島的海灘上舉辦了個以中國武俠片為主題的煙火表演。為彰顯近年來蓬勃又有創意的發展，並且以較好萊塢電影樸實的方式來表現的亞洲电影，特設“亞洲电影秘史”單元，修復並重現亞洲經典老電影。

## 評審團

### 正式競賽
- 丹特·法拉提：美術指導、服裝設計師。（評審團主席）
- 鍾阿城：作家、編劇。
- 克萊兒·德尼：導演。
- 艾德·葛萊茲（德语：Edgar Reitz）：導演。
- 艾蜜莉亞娜·托里尼：歌手、作曲人。
- 克莉絲汀·瓦秋（英语：Christine Vachon）：製片人。
- 阿莫斯·吉泰：導演。

### 地平線
- 米莫·羅特拉（義大利語：Mimmo Rotella）：藝術家。（評審團主席）
- 伊莎貝拉·庫謝特 ：導演。
- 讓-米歇爾·傅東（法语：Jean-Michel Frodon）：影評人
- 瓦里歐·馬斯坦德：演員。
- 冢本晋也：導演。

### 短片競賽
- 切馬·普拉多：影評。（評審團主席）
- 喬凡娜·加利亞爾多（義大利語：Giovanna Gagliardo）：導演。
- 克萊門斯·克洛芬斯坦（德语：Clemens Klopfenstein）：導演。

### 未來獅子獎
- 蓋伊·馬丁（英语：Guy Maddin）：導演。（評審團主席）
- 彼得·寇伊（英语：Peter Cowie）：電影史學家。
- 伊莎貝拉·法雷利：演員。
- 伊斯麥爾·費洛基（法语：Ismaël Ferroukhi）：導演。
- 麗安娜塔·立蒂維諾娃（俄语：Литвинова, Рената Муратовна）：演員、編劇、導演。

## 官方單元

### 正式競賽
以下25部電影參與角逐金獅獎：
| 片名               | 原文片名                  | 導演                | 製作國                    |
| ------------------ | ------------------------- | ------------------- | ------------------------- |
| 《婚禮第二夜》     | La seconda notte di nozze | 普皮·艾瓦帝         | 義大利                    |
| 《宿命論者》       | O Fatalista               | 朱奧·伯特侯         | 葡萄牙、 法國             |
| 《南方失樂園》     | Vers le sud               | 羅宏·康特           | 法國、 加拿大             |
| 《情逝》           | Gabrielle                 | 巴提斯·謝侯         | 法國、 義大利             |
| 《晚安，祝你好運》 | Good Night, and Good Luck | 喬治·克隆尼         | 美国                      |
| 《心中的野兽》     | La bestia nel cuore       | 克莉絲汀娜·康嫚希妮 | 義大利                    |
| 《流放歲月》       | I giorni dell'abbandono   | 羅貝托·費恩察       | 義大利                    |
| 《瑪利亞再生》     | Mary                      | 阿貝爾·費拉拉       | 義大利、 美国             |
| 《安那其戀人》     | Les Amants réguliers      | 菲利普·卡黑         | 法國、 義大利             |
| 《激情》           | Гарпастум                 | 小阿爾克謝·蓋爾曼   | 俄羅斯                    |
| 《神鬼剋星》       | The Brothers Grimm        | 泰瑞·吉連           | 英国                      |
| 《长恨歌》         | 《长恨歌》                | 关锦鹏              | 中国                      |
| 《斷背山》         | Brokeback Mountain        | 李安                | 美国、 加拿大             |
| 《證明我愛你》     | Proof                     | 約翰·麥登           | 美国                      |
| 《疑雲殺機》       | The Constant Gardener     | 费尔南多·梅里尔斯   | 英国、 德国、 美国、 中国 |
| 《魔镜》           | Espelho Mágico            | 曼諾·迪·奧利維拉    | 葡萄牙                    |
| 《不受歡迎的人》   | Persona non grata         | 克里斯多夫·贊努西   | 波蘭、 俄羅斯、 義大利    |
| 《雙面北野武》     | TAKESHIS'                 | 北野武              | 日本                      |
| 《亲切的金子》     | 친절한 금자씨             | 朴赞郁              |                           |
| 《愛情和香煙》     | Romance & Cigarettes      | 約翰·特托羅         | 美国                      |

### 非競賽片
非競賽單元共19部作品，美國電影佔了7部，還有7部歐洲電影和5部亞洲電影。集中了本年度國際上最重要的大製作作品。導演们已经製作完成了適於影展午夜場放映的版本。
| 電影                     | 原始語言                                       | 導演                                                                                                 | 國家/地區            |
| ------------------------ | ---------------------------------------------- | --- | -------------------- |
| 《鬼撕人》               | Frágiles                                       | 豪梅·巴拿蓋魯                                                                                        | 西班牙               |
| 《後台》                 | Backstage                                      | 艾曼紐·貝考                                                                                          | 法國                 |
| 《地獄新娘》             | Corpse Bride                                   | 蒂姆·波顿 麥克·約翰遜                                                                                | 英国                 |
| 《如果·爱》              | 《如果·爱》                                    | 陈可辛                                                                                               | 中國香港             |
| 《所有被忽視的孩子們》   | All the Invisible Children                     | 米狄·查理夫 艾米爾·庫斯杜力卡 史派克·李 卡提亞·路德 喬丹·史考特 雷利·史考特 斯蒂法諾·韋尼魯索 吳宇森 | 義大利               |
| 《伊麗莎白小鎮》         | Elizabethtown                                  | 卡麥隆·克羅                                                                                          | 美国                 |
| 《驅魔》                 | The Exorcism of Emily Rose                     | 史考特·德瑞森                                                                                        | 美国                 |
| 《鬼迷心竅》             | Edmond                                         | 史都華·戈登                                                                                          | 美国                 |
| 《濃情威尼斯》           | Casanova                                       | 萊思·霍斯壯                                                                                          | 美国                 |
| 《最後一擊》             | Cinderella Man                                 | 朗·霍华德                                                                                            | 美国                 |
| 《愛的藝術》             | The Fine Art of Love-Mine Haha                 | 约翰·伊文                                                                                            | 義大利、 捷克、 英国 |
| 《头文字D》              | 《头文字D》                                    | 劉偉強 麥兆輝                                                                                        | 中國香港             |
| 《深入絕地》             | The Descent                                    | 尼尔·马歇尔                                                                                          | 英国                 |
| 《最终幻想VII 降临之子》 | ファイナルファンタジーVII アドベントチルドレン | 野村哲也                                                                                             | 日本                 |
| 《妖怪大战争》           | 妖怪大戦争                                     | 三池崇史                                                                                             | 日本                 |
| 《黑衣女子的香氣》       | Le parfum de la dame en noir                   | 布魯諾·波達里德斯                                                                                    | 法國                 |
| 《血盟兄弟》             | Four Brothers                                  | 约翰·辛格顿                                                                                          | 美国                 |
| 《泡泡》                 | Bubble                                         | 史蒂文·索德伯格                                                                                      | 美国                 |
| 《七剑》                 | 《七剑》                                       | 徐克                                                                                                 | 中国                 |

#### 特别活动
宫崎骏——荣誉金狮奖
- 《风之谷》（1984）（动画片）（日本）
- （1992）（动画片）（日本）
- 《On Your Mark》（1995）（动画片）（日本）

作为终身成就奖，是为表彰制作出众多优秀作品的电影人而设。马可·穆勒表示：“宫崎骏描绘的幻想世界让人目眩神迷，每次看他的电影，让人感叹之余，也让我们这些成年人的赤子之心再次觉醒。”迄今为止，荣获此奖项的电影人有导演费德里柯·费里尼、斯坦利·库布里克及导演兼演员克林特·伊斯特伍德，日本人获奖尚属首次。同时，这一奖项也是第一次颁发给动画电影导演。主办方更把威尼斯电影节期间的9月9日定为“宫崎日”，专门放映宫崎骏的作品。

### 地平线
地平线单元共17部影片，其中包括德国电影大师赫尔佐格等导演的作品。旨在展现电影界最新的动向。精简之后的电影节将纪录片归入了这一单元。
- "Drawing Restraint 9"（美国）导演：马修·巴尼
- "Musikanten"（意大利）导演：Franco Battiato
- "Pervye na lune"（纪录片）（俄罗斯）导演：Aleksey Fedortchenko
- "Arido Movie"（巴西）导演：Lirio Ferreira
- "Workingman's Death"（纪录片）（奥地利/德国）导演：Michael Glawogger
- "Die Grösse Stille"（纪录片）（德国）导演：Philip Gröning
- "The Wild Blue Yonder"（纪录片）（德国/英国/法国）导演：沃纳·赫尔佐格
- "Vokaldy Paralelder"（纪录片）（哈萨克斯坦）导演：Rustam Khmdamov
- "Yolda"（土耳其/保加利亚）导演：Erden Kiral
- "East of Paradise"（纪录片）（法国）导演：Lech Kowalski
- 《红颜》（中国/法国）导演：李玉
- 《卡门》（法国）导演：简-皮埃尔·利姆森
- "Veruschka – (m)ein inszenierter Körper"（法国）导演：保罗·莫里西与Bernd Böhm
- 《无穷动》（中国）导演：宁瀛
- 《德克萨斯》（意大利）导演：Fausto Paravidino
- "Everything Is Illuminated"（美国）导演：里夫·施雷伯
- "La dignidad de los nadies armado"（纪录片）（阿根廷）导演：费尔南多·索拉那斯

#### 非竞赛
- "La Vida Secreta De Las Palabras"（西班牙）导演：Isabel Coixet

#### 特别活动
- 《杀死吉尔（第一部）》（意大利）导演：Gil Rossellini

### 短片
短片和超短片单元展出的都是长度不超过30分钟的35mm胶片拍摄的电影。

#### 竞赛
- 《113》（瑞士）导演：Jason Brandenberg 19'
- "Contracuerpo"（西班牙）导演：Eduardo Chapero-Jackson 17'
- "A case of you"（英国）导演：杰克·戴维斯 18'
- "The Mechanicals"（澳大利亚）导演：莱昂·福特 8'
- "Au Petit Matin"（法国）导演：Xavier Gens 15'
- "Come on Strange"（德国）导演：Gabriela Gruber 4'
- 《生日快乐》（韩国）导演：Jun-won Hong 20'
- "Ballada"（匈牙利/比利时）导演：Marcell Iványi 12'
- "Butterflies"（卢森堡）导演：Max Jacoby 12'
- "Tube Poker"（英国）导演：Simon Levene 15'
- 《小站》（台湾）导演：林見坪 30'
- "Trevirgolaottantasette"（意大利）导演：Valerio Mastandrea 12'
- "Giorno 122"（意大利）导演：Fulvio Ottaviano 22'
- "Da ikhos dghech chveni dghe dghegrdzeli"（俄罗斯）导演：Georgy Paradzanov 22'
- 《P.E.O.Z.》（希腊）导演：Christo Petrou 11'
- "Layla Afel"（以色列）导演：Leon Prudovsky 30'
- "Flesh"（法国）导演：Edouard Salier 9'
- "A rapariga da mão morta"（葡萄牙）导演：Alberto Seixas Santos 16'
- "Rien d'insoluble"（比利时）导演：Xavier Seron 15'
- 《玻璃珠》（美国）导演：吴飞霞 9'
- "La Apertura"（英国/阿根廷）导演：Duska Zagorac 22'

#### 非竞赛
- "De Glauber para Jirges"（巴西）导演：André Ristum 16'

#### 特别活动
Incroci
- "La Trama di Amleto"（意大利）导演：Salvatore Chiosi 20'
- "Compleanno"（意大利）导演：Sandro Dionisio 22'
- "Five Minutes, Mr Welles"（美国）导演：文森特·諾費奥 32'
- "Naufragi di Don Chisciotte"（意大利）导演：Dominick Tambasco 30'

欧洲与中东地区
- "Quelques miettes pour les oiseaux"（比利时/法国/约旦）导演：Nassim Amaouche 27'
- "De quelle couleur sont les murs de votre maison?"（法国）导演：Timon Koulmasis 18'
- "Diaspora"（法国/比利时/巴勒斯坦）导演：Ula Tabari 16'

电影学校
Centro Sperimentale di Cinematografia - 国立电影学校 
- "Un posto libero"（意大利）导演：Eros Achiardi 32'
- "Nature"（意大利）35' 
  - "Manichini" 导演：Marco Danieli
  - "Al buio" 导演：Fabio Mollo
  - "Consuelo" 导演：Carlo Pisani

伦敦电影学校
- "Vado a messa"（英国）导演：Ginevra Elkann 9'

## 回顾单元

### 亚洲电影秘史
“中国电影秘史”即中国电影回顾单元（1934年-1990年），由吴宇森担任本单元的引言人，一共15部电影参展。这些电影拷贝是主办方在2004年与中国电影资料馆负责人进行磋商后，由意大利普拉达基金会与文化遗产部合作、威尼斯双年展提供支持，共花费60万欧元修复完成。这些电影自从1990年代以来就从未再出现在公众面前，因此其拷贝显得异常珍贵。
其中主要是中国第二代导演，如将好莱坞与苏联电影风格完美融合的孙瑜、吸收了当时前卫先锋的欧洲电影风格又不忽视好莱坞娱乐元素的袁牧之等的作品。此外还特别邀请了第三代导演谢晋的作品参加，第五代和第六代导演的开山之作也在展出之列。为纪念武侠片大师胡金铨，将展出其导演的一部作品。为纪念中国电影历史上一种重要的艺术表现形式，电影节将隆重展映由中国动画事业的奠基人万籁鸣与万古蟾兄弟导演的中国第一部动画长片《铁扇公主》，这是亚洲第一部动画长片，也是第一部运用中国山水画技法的动画片。
- 《大路》（1934）导演：孙瑜
- 《桃李劫》（1934）导演：应云卫
- 《新女性》（1935）导演：蔡楚生
- 《马路天使》（1937）导演：袁牧之
- 《十字街头》（1937）导演：沈西苓
- 《夜半歌声》（1937）导演：马徐维邦
- 《铁扇公主》（1941）导演：万籁鸣与万古蟾
- 《小城之春》（1947）导演：费穆
- 《乌鸦与麻雀》（1949）导演：郑君里
- 《三毛流浪记》（1949-50）导演：赵明与严恭
- 《我这一辈子》（1949-50）导演：石挥
- 《舞台姐妹》（1965）导演：谢晋
- 《忠烈图》（1975）导演：胡金铨
- 《一个和八个》（1983）导演：张军钊
- 《妈妈》（1990）导演：张元

“日本电影秘史”即日本电影回顾单元（1926年-1978年）。
- 《長恨》（1926）导演：伊藤大辅
- 《忠次旅日记》（1927）导演：伊藤大辅
- 《御誂次郎吉格子》（1931）导演：伊藤大辅
- 《丹下左膳：百万两之壶》（1935）导演：山中贞雄
- 《河内山宗俊》（1936）导演：山中贞雄
- 《人情紙風船》（1937）导演：山中贞雄
- 《榎健的堅持戰術》（1939）导演：中川信夫
- 《元禄忠臣蔵》（1941-1942）导演：沟口健二
- 《名刀美女丸》（1945）导演：沟口健二
- 《三十三间堂之箭术传奇》（1945）导演：成濑巳喜男
- 《杨贵妃》（1955）导演：沟口健二
- 《毒婦高橋阿傳》（1958）导演：中川信夫
- 《東海道四谷怪談》（1959）导演：中川信夫
- 《精疲力盡愚連隊》（1960）导演：铃木清顺
- 《恶名》（1961）导演：田中徳三
- 《白昼的無頼漢》（1961）导演：深作欣二
- 《座頭市物語》（1962）导演：三隅研次
- 《偵探事務所 23 – 精疲力盡的惡黨》（1963）导演：铃木清顺
- 《大殺陣》（1964）导演：工藤英一
- 《花与怒涛》（1964）导演：铃木清顺
- 《無宿者》（1964）导演：三隅研次
- 《日本侠客传》（1964）导演：牧野雅弘
- 《狼與豬與人》（1964）导演：深作欣二
- 《不能容下我們的血》（1964）导演：铃木清顺
- 《座頭市血笑旅》（1964）导演：三隅研次
- 《明治侠客传：三代目襲名》（1965）导演：加藤泰
- 《沓掛時次郎：遊侠一匹》（1966）导演：加藤泰
- 《緋牡丹博徒：花札勝負》（1969）导演：加藤泰
- 《日本暴力团：组长》（1969）导演：深作欣二
- 《緋牡丹博徒：阿龍參上》（1970）导演：加藤泰
- 《博徒外人部隊》（1971）导演：深作欣二
- 《现代不务正业的人》（1972）导演：深作欣二
- 《无仁义之战》（1973）导演：深作欣二
- 《仁义的墓场》（1975）导演：深作欣二
- 《警察对暴徒》（1975）导演：深作欣二
- 《不務正業者的墓場：無腐敗之花》（1976）导演：深作欣二
- 《柳生一族之阴谋》（1978）导演：深作欣二

### 意大利电影秘史2
意大利电影回顾单元（1946年—1976年）。
银幕上的卡萨诺瓦
- 《神奇车手》（1948年）导演：Riccardo Freda
- "Le avventure di Giacomo Casanova"（1955年）导演：斯泰诺 （修复版）
- "Infanzia, vocazioni, prime esperienze di Giacomo Casanova, veneziano"（1969）导演：鲁格·科曼希尼（Luigi Comencini）
- 《费里尼的卡萨诺瓦》（1976年）导演：费德里柯·费里尼 （修复版）

向傅維歐·路西薩諾（Fulvio Lucisano）致敬
- 《吸血鬼星球》（1965年）导演：马里奥·贝瓦 （修复版）
- "Le spie vengono dal semifreddo"（1966年）导演：马里奥·贝瓦 （修复版）
- "Cosa avete fatto a Solange?"（1972年）导演：马西莫·达拉玛诺 （修复版）
- "Il medaglione insanguinato"（1975年）导演：马西莫·达拉玛诺 （修复版）
- "Un mondo perfetto"（电影选集）导演：尼诺·波哥（1946年—1957年）与Gibba

皮埃尔·保罗·帕索里尼（1922年—1975年） 
- 《索多玛一百二十天》（1975年）导演：皮埃尔·保罗·帕索里尼 （修复版）
- 《欧索罗的强盗》（1961年）导演：维多里奥·德赛塔 （修复版）

## 獲獎名單

### 正式競賽單元
- 金獅獎：《斷背山》 - 李安
- 最佳導演銀獅獎：《安那其戀人（法语：Les Amants réguliers）》 - 菲利普·卡黑
- 評審團特別獎：《瑪利亞再生（英语：Mary (2005 film)）》 - 阿貝爾·費拉拉
- 最佳男演員：大衛·史崔森 - 《晚安，祝你好運》
- 最佳女演員獎：喬凡娜·梅諾茲歐娜 - 《心中的野兽》
- 金奧塞拉獎（英语：Golden Osella）：
  - 最佳劇本：喬治·克隆尼、葛蘭·海斯洛夫 - 《晚安，祝你好運》
  - 最佳攝影：威廉·呂伯康斯基（英语：William Lubtchansky） - 《安那其戀人（法语：Les Amants réguliers）》
- 馬切洛·馬斯楚安尼獎：梅諾西·凱撒（德语：Ménothy Cesar） - 《南方失樂園（法语：Vers le sud）》
- 特別金獅獎：伊莎貝·雨蓓

### 地平線單元
- 地平線獎：《天堂之東》 - 賴區·柯瓦勒斯基（英语：Lech Kowalski）
- 最佳纪录片地平线奖：《捷足先登三十年（英语：First on the Moon）》  - 阿歷斯基·費朵奇科（英语：Aleksey Fedortchenko）

### 短片
- 最佳短片奖：《小站》 - 林見坪
- 特别关注奖：《Layla Afel》 - 李奧奈德·普多斯基（英语：Leonid Prudovsky）
- 最佳欧洲短片UIP奖：《Butterflies》 - 馬克斯·雅科比（英语：Max Jacoby）

### 路易吉·德·勞倫提斯獎
- 最佳處女作獎：《百萬殺人遊戲（英语：13 Tzameti）》 - 傑拉·巴布魯阿尼（英语：Gela Babluani）

### 榮譽金獅獎
- 宮崎駿
- 史蒂芬妮亞·桑德蕾莉（英语：Stefania Sandrelli）

### 其他獎項
- 歐洲藝術交流獎：关锦鹏 - 《長恨歌》
- 歐洲藝術獎：李玉 - 《紅顏（英语：Dam Street）》
- 喬萬尼傑出電影獎：费尔南多·梅里尔斯 - 《疑雲殺機》
- 喬萬尼最佳義大利電影：克莉絲汀娜·康嫚希妮（義大利語：Cristina Comencini） - 《心中的野兽》
- 喬萬尼新銳電影獎：朴赞郁 - 《亲切的金子》

### 費比西獎
- 正式競賽單元：《晚安，祝你好運》 - 喬治·克隆尼
- 地平線單元：《藍星人懷鄉曲（英语：The Wild Blue Yonder）》 - 韋納·荷索

## 花絮
- 本来按电影节规定，英语电影用意大利语字幕，其他语言电影用英语字幕。但开幕电影《七剑》却错用了意大利语字幕，引来现场外国记者的不满。